# 花園町站
花園町站（日语：／ Hanazonochō eki */?）是位於日本大阪府大阪市西成區，屬於大阪市高速電氣軌道（大阪地下鐵）的鐵路車站。車站編號是Y17。

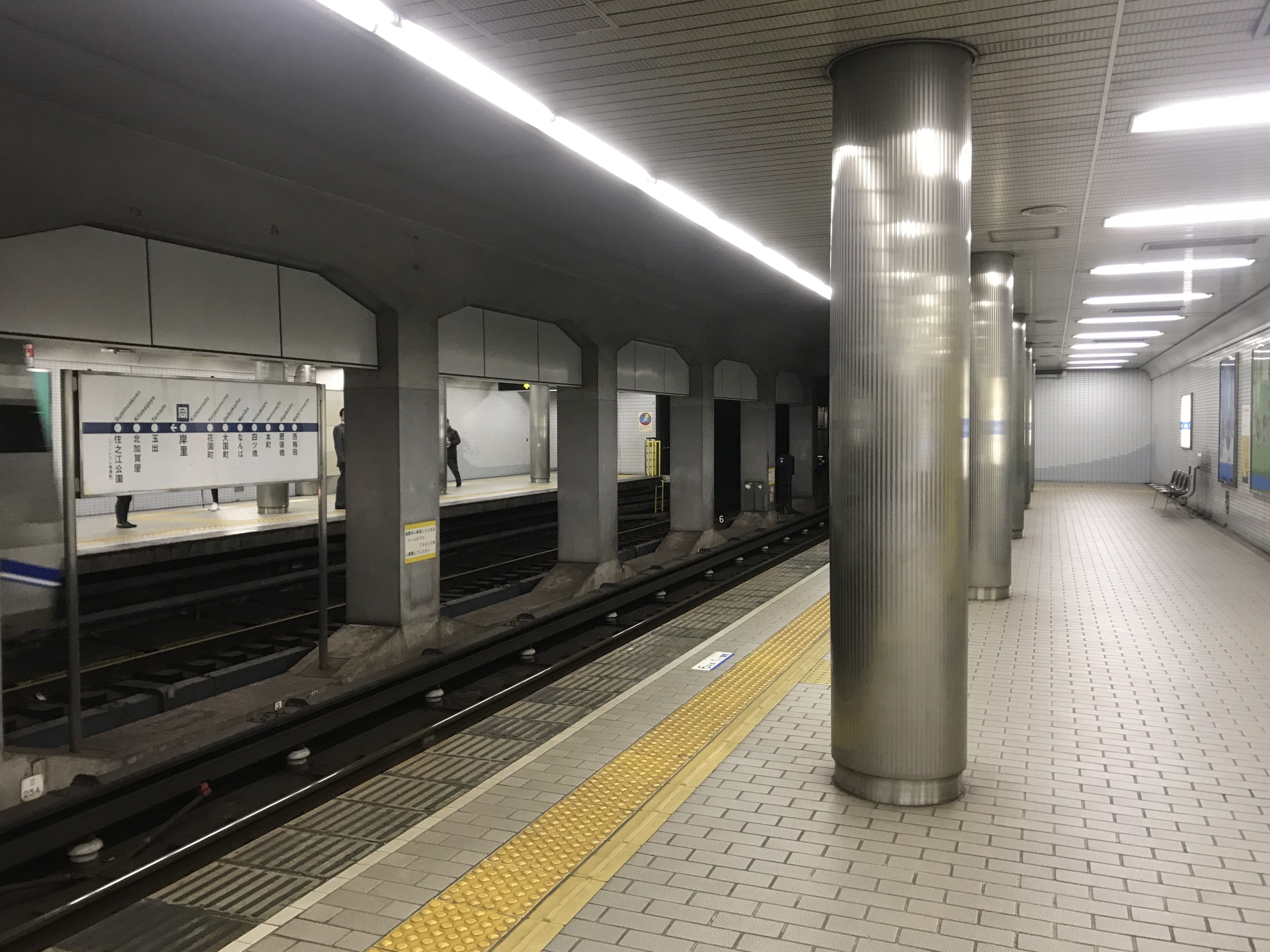
月台(2019年1月)

## 歷史
- 1942年（昭和17年）5月10日 - 3號線（現在的四橋線）大國町－此站間開通時作為終點站開業。
- 1956年（昭和31年）6月1日 - 3號線延伸至岸里，成為中間站。
- 1974年（昭和49年） - 設置連結上下線月台的聯絡通道。
- 2018年（平成30年）4月1日 - 大阪市交通局的民營化，成為大阪市高速電氣軌道（大阪地下鐵）的車站。

## 車站構造
本站為對向式2面2線月台的地底車站。閘口和月台皆位於地下1樓。閘口在兩個月台的南北，合計設有4個，月台之間互相在中程設置聯絡通道。

### 月台配置
| 月台 | 路線   | 目的地                   |
| ---- | ------ | ------------------------ |
| 1    | 四橋線 | 玉出、住之江公園方向     |
| 2    | 四橋線 | 大國町、難波、西梅田方向 |

## 利用狀況
2018年11月13日的1日上下車人次為16,236人（上車人次：8,149人，下車人次：8,087人）。此站是四橋線所有車站當中，自2015年起取代南鄰的岸里站成為上下車人次最少的車站。1993年3月4日堺筋線動物園前站－天下茶屋站間延伸後有較強減少傾向。
| 年度   | 調查日   | 上車人次 | 下車人次 | 上下車人次 |
| ------ | -------- | -------- | -------- | ---------- |
| 1990年 | 11月06日 | 13,908   | 13,755   | 27,663     |
| 1995年 | 2月15日  | 10,659   | 10,427   | 21,086     |
| 1998年 | 11月10日 | 10,093   | 10,149   | 20,242     |
| 2007年 | 11月13日 | 8,883    | 8,755    | 17,638     |
| 2008年 | 11月11日 | 9,045    | 8,829    | 17,874     |
| 2009年 | 11月10日 | 8,590    | 8,462    | 17,052     |
| 2010年 | 11月09日 | 8,454    | 8,340    | 16,794     |
| 2011年 | 11月08日 | 8,959    | 8,828    | 17,787     |
| 2012年 | 11月13日 | 8,407    | 8,189    | 16,596     |
| 2013年 | 11月19日 | 8,130    | 7,928    | 16,058     |
| 2014年 | 11月11日 | 7,978    | 7,828    | 15,806     |
| 2015年 | 11月17日 | 7,742    | 7,591    | 15,333     |
| 2016年 | 11月08日 | 7,674    | 7,553    | 15,227     |
| 2017年 | 11月14日 | 7,892    | 7,760    | 15,652     |
| 2018年 | 11月13日 | 8,149    | 8,087    | 16,236     |

## 相鄰車站
大阪市高速電氣軌道（大阪地下鐵）
 四橋線
大國町（Y16）－花園町（Y17）－岸里（Y18）

## 外部連結
- 車站Guide：花園町 - Osaka Metro